# 雷丁鎮區 (伊利諾伊州利文斯頓縣)
雷丁鎮區（英語：Reading Township）是位於美國伊利諾伊州利文斯頓縣的一個行政鎮區。

## 地方資料
根據2010年美國人口普查的數據，雷丁鎮區的面積為98.10平方千米，當中陸地面積為97.80平方千米，而水域面積為0.30平方千米。當地共有人口1949人，而人口密度為每平方千米19.87人。